# Ronde van Mevlana
De Ronde van Mevlana was een meerdaagse wielerwedstrijd in Turkije, die vanaf 1990 werd georganiseerd maar die niet ieder jaar doorgang vond. De laatste editie vond plaats in 2021 en werd gewonnen door de Oekraïner Anatolij Boedjak.

## Lijst van winnaars

### Meervoudige winnaars
| Overwinningen | Renner     | Land    | Jaren      |
| ------------- | ---------- | ------- | ---------- |
| 2             | Mert Mutlu | Turkije | 1999, 2000 |

### Overwinningen per land
| Overwinningen | Land                  |
| ------------- | --------------------- |
| 12            | Turkije               |
| 2             | Bulgarije, Oekraïne   |
| 1             | Azerbeidzjan, Rusland |